# (10151) Rubens
(10151) Rubens est un astéroïde de la ceinture principale.

## Description
(10151) Rubens est un astéroïde de la ceinture principale. Il fut découvert par Eric Walter Elst le 12 août 1994 à l'ESO. Il présente une orbite caractérisée par un demi-grand axe de 2,25 UA, une excentricité de 0,195 et une inclinaison de 6,31° par rapport à l'écliptique.
Il fut nommé en hommage au peintre Pierre Paul Rubens (1577-1640).

## Compléments